# نيتو تشاندرا
نيتو تشاندرا (بالإنجليزية: Neetu Chandra)‏ (ولدت في 20 يونيو، 1979 في ولاية بيهار) هي ممثلة مسرحية وسينمائية هندية.

## حياتها المبكرة وتعليمها
ولدت نيتو شاندرا في باتنا عاصمة ولاية، بيهار، في الهند. وكأحد سكان مستعمرة باتليبوترا، تخرجت نيتو من أكاديمية نوتردام، في ولاية باتنا في عام 1997 ، وحلمت بدخول عالم الأزياء. وكان والد نيتو رجل أعمال، وكان في البداية مترددا في السماح لها بالدخول في عالم الأضواء ولكن والدتها، نيرا، وقفت إلى جانبها. فليس من المستغرب إذن أن ترجع نيتو سبب نجاحها إلى والدتها، وهي من مواطني شرق شامباران في ولاية بيهار. قامت نيتو بأداء عشرات الإعلانات والفيديو لشركات رائدة منذ أيام تخرجها في دلهي في كلية إندرابراثا، في جامعة دلهي.
قبل الدخول في صناعة السينما الهندية، كانت نيتو رياضية متعطشة. فهي حاملة الحزام الأسود في التايكوندو. ومثلت الهند في لعبتين مختلفتين، وهذا شيء نادر جدا. ومثلت الهند في بطولة التايكواندو الدولية في هونغ كونغ في عام 1996 ومثلت الهند في بطولة العالم لطابة الكورف في عام 1995 في نيودلهي. وحصلت على الميدالية الفضية في الألعاب الوطنية في التايكوندو.وبعد أن انتهت من التعليم الأساسي، بدأت عملها مع بعض الحملات الإعلانية الصغيرة في دلهي. ولكن بفضل عملها الشاق ومثابرتها انتقلت إلى صناعة السينما الهندية.

## حياتها المهنية
دخلت نيتو إلى عالم السينيما في عام 2005 في فيلم جارام ماسالا وقامت بدور سويتي، وهي مضيفة جوية.
في عام 2007 ظهرت في فيلم المخرج مادهور بانداركار، إشارة ضوئبة. وفي أثناء استعداد شاندرا للدخول في شخصيتها، أمضت مدة أسبوع كامل تعيش في شوارع مومباي تعيش على الإشارة لضوئبة 
رقصت نيتو شاندرا أيضا برشاقة في شريط فيديو ألبوم راسييا ساجان للمخرج الموسيقي إسماعيل داربار مع زوبين جارج. هذا الشريط أخرجه المخرج المشهور إس راماشاندران.
وفي عام 2008، كان لها أربعة إصدارات للمخرجين ديباكار بانيرجي، وراهول دولاكيا، وأشويني دير، وفيكرام. وصدر هذا العام لها الفيلم التاميلي، يافاروم نالام مع الممثل مادهافان، ولاقى نجاحا كبيرا.
حاليا، تقوم نيتو بعمل مشروعين رئيسين، أحدهما هو ران مع رام جوبال فارما والآخر هو شقة موندرا للطرب.
وفي يوم 20 مارس سنة 2008، أعلنت شركة اسمها سيفين سيز للتكنولوجيا أنها سوف تضع لعبة للمحمول ثلاثية الأبعاد وتقوم نيتو شاندرا بالدور الرئيسي فيها. وعنوان هذه اللعبة على اسمها نيتو (القاتل الغريب)، وتعتمد على قصة فريدة من نوعها، وتدور حول الشخصية الرئيسة تقتل أجانب مختلفين.
نيتو قصة لعبة القاتل الغريب : عام 3000 بعد الميلاد عندما يكون أكثر من نصف سكان العالم قد دمروا نتيجة لظاهرة الاحتباس الحراري. واحتلت مدينة أتلانتو من قبل الأجانب الغرباء، والذين وفدوا من المجموعة الشمسية الداخلية لمجرة المرأة المسلسلة. الآلاف من مواطني مدينة أتلانتو قتلوا بوحشية. وأرسلت وكالة مخابرات أتلانتو للبحث عن الحياة خارج الأرض (ASETI) نيتو، فهي امرأة شجاعة وذكية، وهي الأمل الوحيد لكل سكان مدينة أتلانتو لتخليص الأرض من النظام الغريب.
نيتو شاندرا هي عضو مدى الحياة في نادي السينما والتلفزيون الدولييين للأكاديمية الآسيوية للسينما والتلفزيون.
نيتو كانت على غلاف مجلة ماكسيم الهندية في عدد كانون الثاني / يناير 2009 من المجلة 
وفى مقابلة جرت مؤخرا مع دلهي تايمز، نقلت عنها قولها "أنا على استعداد للذهاب عارية لفيلم جيمس كاميرون"
ولحظة شهرتها، أو سوء سمعتها إذا شئتم، جاءت عندما وقفت ملتصقة مع نموذج آخر نسائي على غلاف مجلة 'مان'، وهي المجلة الرائدة في النهج الحياتي الرجالي في الهند. وكان هناك اعتراض من قبل المتفرجين على شاطئ جوهو في مومباى على هذه الصورة حيث كانت تتقدم، بعضهم قال انهم ينتمون إلى الجناح اليميني MNS، الذين كانوا يرفعون شعارات ويقولون إن الصورة كانت 'تعزيزا للسحاق' و'ضد الثقافة الهندية'.

## قائمة الأفلام
| اسم الفيلم | اللغة:                      | الدور   | ملاحظات أخرى          |                                             |
| 2009       | ثيرادا فيلاياتو بيلاي       | تاميلية |                       | أعلن عنه                                    |
| 2009       | شقة                         | هندية   | ؟                     | قيد الإنتاج                                 |
| 2009       | زارا جي كه ديكها            | هندية   | ؟                     | قيد الإنتاج                                 |
| 2009       | قطع مومباى                  | هندية   | ؟                     |                                             |
| 2009       | ران                         | هندية   | ياسمين حسين           | قيد الإنتاج                                 |
| 2009       | يافاروم نالام               | تاميلية | بريا مانوهار          | في نفس الوقت قدمت باللغة الهندية كما في 13ب |
| 2009       | ساتياميفا جيياثي            | تيلجو   |                       |                                             |
| 2009       | 13ب                         | هندية   | بريا                  |                                             |
| 2008       | أوييه المحظوظ! محظوظ اوييه! | هندية   | سونال                 |                                             |
| 2008       | صيف 2007                    | هندية   | البند رقم             |                                             |
| 2008       | واحد اثنان ثلاثة            | هندية   | مفتش ماياواتي شاوتالا |                                             |
| 2007       | الإشارات الضوئية            | هندية   | راني                  |                                             |
| 2006       | جودافارى                    | تيلجو   | راجي                  |                                             |
| 2005       | جارام ماسالا                | هندية   | حبيبة                 |                                             |

## روابط خارجية
- الموقع الرسمي لنيتو شاندرا
- نيتو تشاندرا على موقع IMDb (الإنجليزية)
- نيتو تشاندرا على موقع ألو سيني (الفرنسية)
- نيتو تشاندرا على موقع أول موفي (الإنجليزية)
- نيتو تشاندرا على موقع قاعدة بيانات الفيلم (الإنجليزية)
- نيتو تشاندرا على موقع كينوبويسك (الروسية)